# 인천해원중학교
인천해원중학교(仁川海原中學校)는 대한민국 인천광역시 서구 청라동에 있는 공립 중학교이다.

## 학교 연혁
- 2012년 1월 6일 : 인천해원중학교 준공 및 설립 인가(30학급)
- 2012년 3월 1일 : 인천해원중학교 개교(9학급) 초대 안장수 교장 취임
- 2012년 3월 2일 : 제1회 입학식(남 33명, 여 42명, 전입생 70명 총 145명)
- 2013년 2월 7일 : 제1회 졸업식 102명(남 50명, 여 52명 총 102명)
- 2020년 1월 16일 : 제8회 졸업식 300명(남 154명, 여 146명) 누계 2,250명
- 2023년 3월 1일 : AI선도학교, 세계시민교육 운영(~2023.12.31)
- 2024년 1월 5일 : 제12회 졸업식 344명(남 170명, 여 174명)
- 2024년 3월 4일 : 제13회 입학식 340명(남 164명, 여 176명)
- 2024년 9월 1일 : 제5대 김현아 교장 취임

## 참고 자료
- 인천해원중학교 - 한국교육학술정보원 학교알리미